# Arte dei Maestri di Pietra e Legname

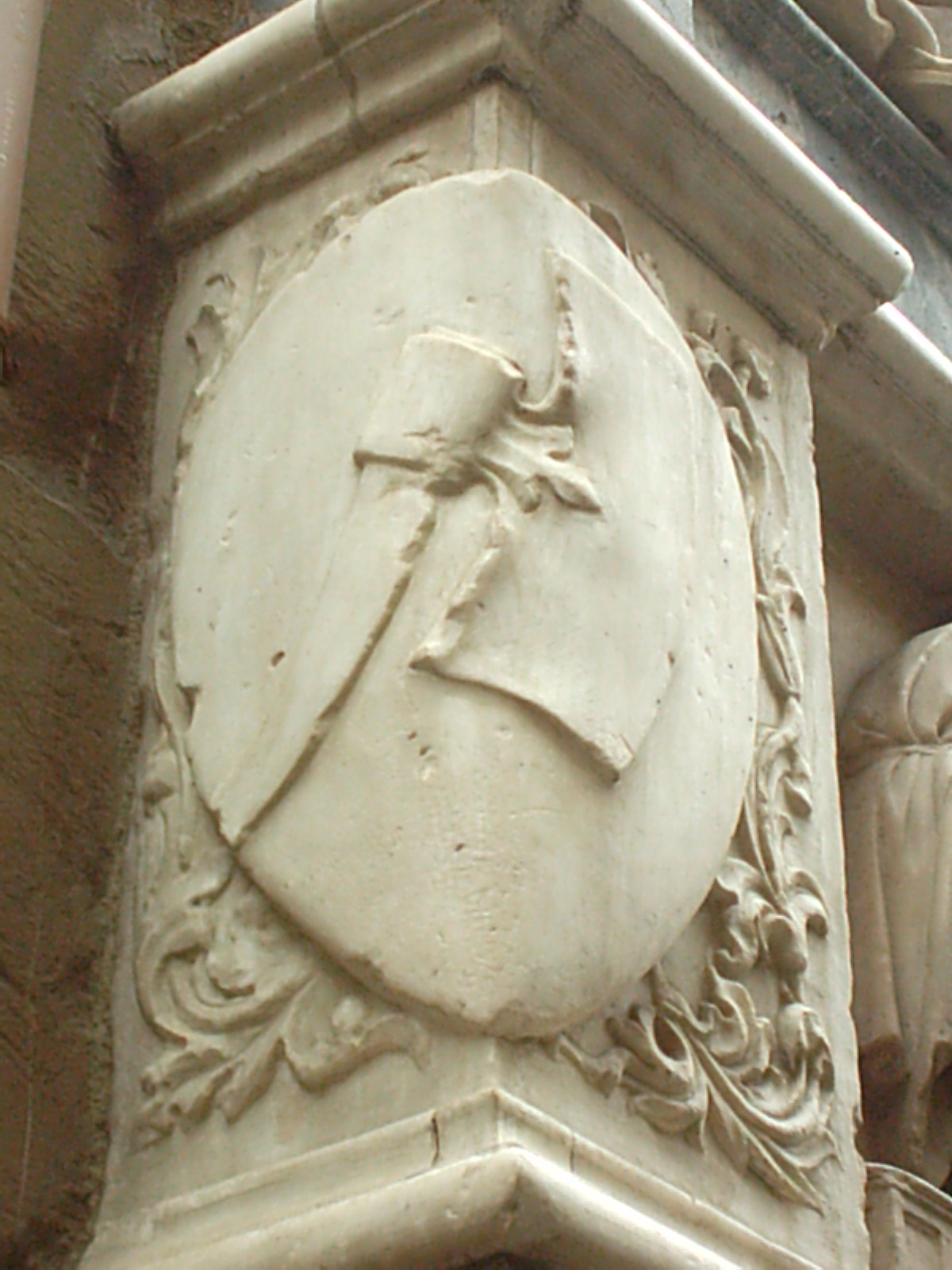
Médaillon de la corporation sur la façade d'Orsanmichele

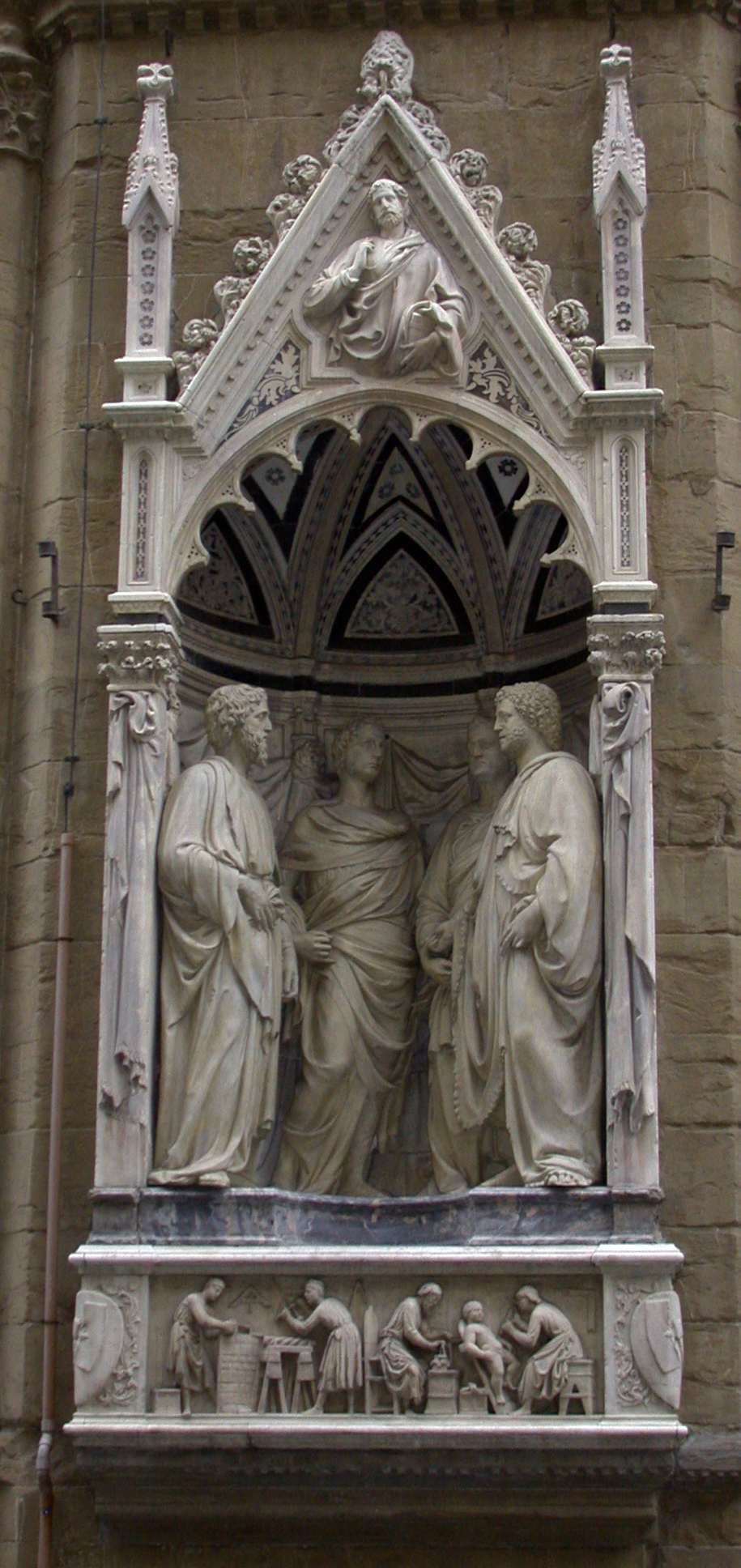
Quattro santi coronati de Nanni di Banco

L'Arte dei Maestri di Pietra e Legname est une corporation des arts et métiers de la ville de Florence, l'un des arts mineurs des Arti di Firenze qui y œuvraient avant et pendant la Renaissance italienne. Elle reprenait les professions liées à l'édification de bâtiments travaillant la pierre et le bois :  architetti, muratori, capimastri, ... et de l'arte della scagliola : celle du stuc et de l'imitation du marbre et de ses veinures colorées.

## Membres de la corporation

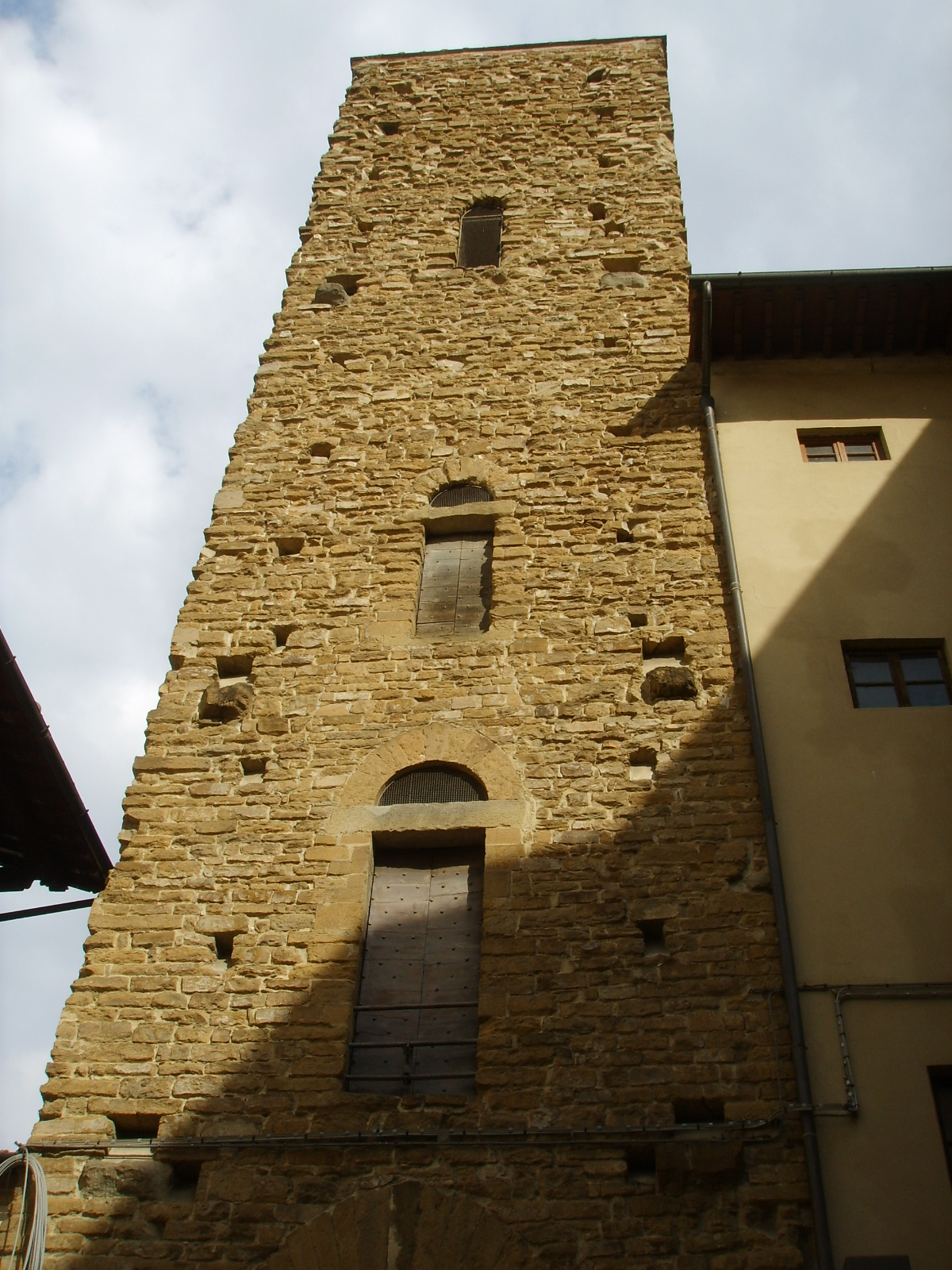
La torre della Castagna, une des plus anciennes de Florence

Les membres de cette guilde travaillaient tous dans le secteur de la construction: architectes (architetti), constructeurs (muratori), maîtres d'œuvre (capimastri) et tous les artisans employés dans de nombreuses activités liées à la construction. Au Moyen Âge, la plupart des maisons sont construites en bois et en brique blanchie à la chaux; seules les églises et les palais sont entièrement en pierre, bien que souvent les toits ont été soutenus par des fermes en bois massif, comme cela peut encore être vu dans la basilique Santa Croce de Florence.
Les structures en encorbellement des tours ont été faites aussi en bois, ainsi que les typiques constructions en projections, où de grandes poutres enfilées dans des trous de boulins soutiennent les ballatoio et bretèches en saillie. En outre, il est connu que le XIIIe siècle est l'ère des maisons-tours et coteries (consorterie), une période de guerre continue entre les membres des factions opposées, qui s'affrontent avec des pierres ou d'autres munitions, parfois avec l'aide de vrais machines de jet positionnées au dessus de la tour.

## Le fonctionnement des chantiers
Au XIIIe siècle, se sont formés tous les grands bâtiments civils et religieux de la ville: les ponts, les murs, la cathédrale, les églises des ordres les plus importants, et le Palazzo Vecchio , l'hôtel de ville.
Florence était un immense chantier de construction et le travail ne manquait pas aux artisans de la pierre et du bois; comme aux membres d'autres professions, aussi la répartition des tâches de la construction a été rigidement répartie.
Le contremaître des travaux, nommé 'operis magister, arrive à ce poste après des années d'expérience, au travers desquelles il est en mesure de concevoir des bâtiments et des machines, d'organiser le site d'un point de vue pratique et de superviser l'exécution des travaux. Le maître d’œuvre était donc un architecte-ingénieur, mais ce n'est pas l'unique personne de référence sur le chantier. Il collabore avec un maître maçon (maestro lapicida), un maître charpentier (maestro carpentiere) et le directeur pour la pose des toits (direttore per la posa dei tetti), conservant un rôle subalterne à la direction générale, il joue un rôle sensiblement différent et plus spécialisé. L'attribution du titre de maître d’œuvre (maestro in opera), sauf cas exceptionnels, ne se traduit pas par des privilèges spécifiques à titre de rétribution ou tout autre type. La journée de travail a donc la même durée pour tous, 12 heures en été et 8-9 heures en hiver, au cours de laquelle, les maîtres et les travailleurs partagent les mêmes espaces.
À cet égard, la construction de la Cathédrale Santa Maria del Fiore apparaît comme exemplaire; au poste de contremaître du duomo, en fait, se succéderont Arnolfo di Cambio, Giotto di Bondone, Andrea Pisano et Francesco Talenti. Mais la figure la plus emblématique à cet égard reste Filippo Brunelleschi et l'histoire de « son dôme».

## Le dôme de Brunelleschi

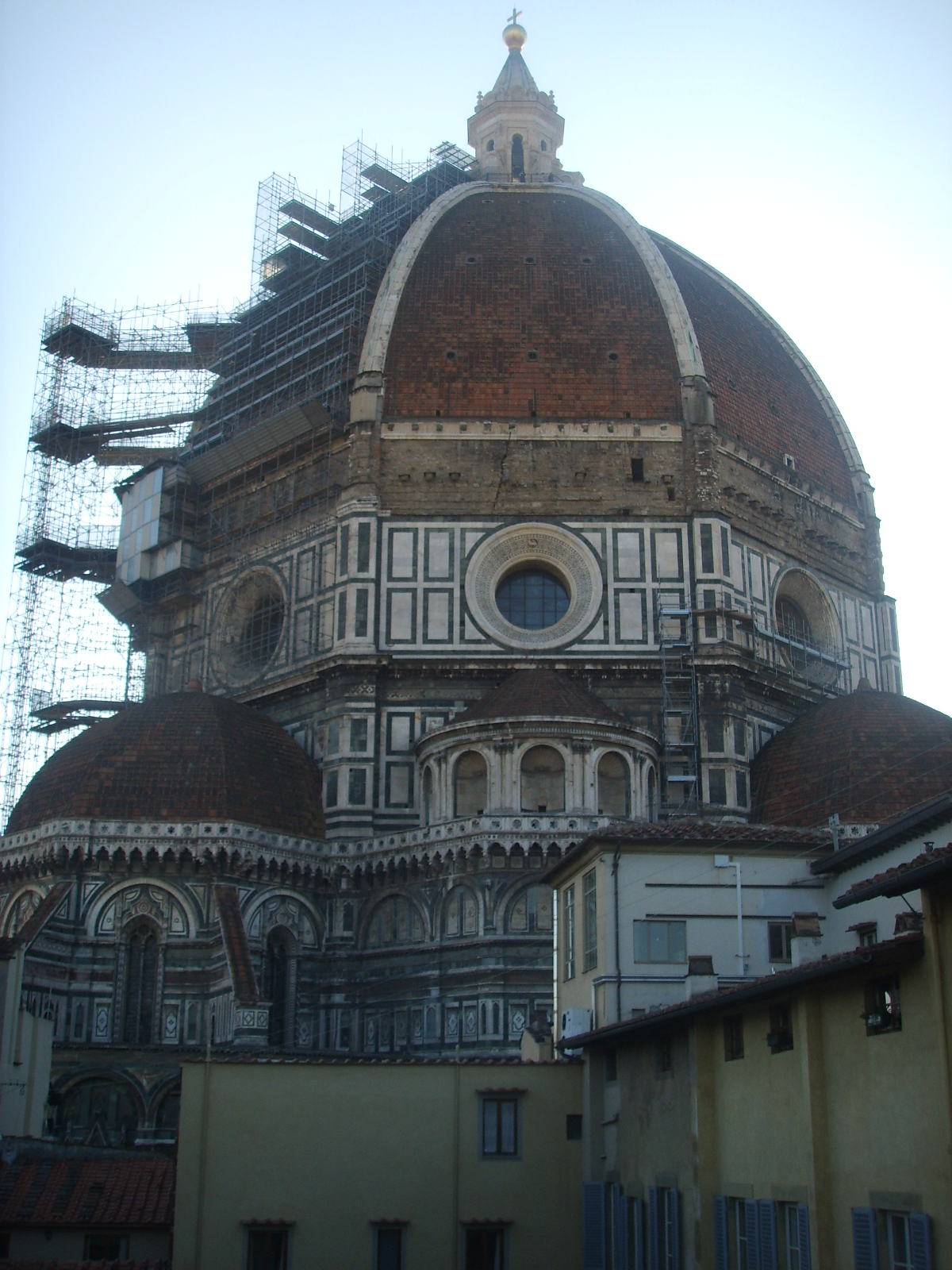
Le dôme de Filippo Brunelleschi

Conçu comme le couronnement de l'immense chantier de la cathédrale, le dôme apparait dès le début comme extrêmement difficile à réaliser, à la fois par la complexité technique, étant donné que depuis le temps du Panthéon de Rome rien n'a plus été tenté pour construire un dôme d'un diamètre aussi grand, et d'autre part de par les coûts énormes de réalisation. Les techniques traditionnelles, comprenant l'utilisation de renforcement temporaire constitué par des poutres en bois reposant contre les côtés du tambour, ne pourraient jamais supporter le poids de la maçonnerie; la seule solution était d'ériger un dôme sans nervures et malgré le scepticisme général, le projet de Brunelleschi est finalement approuvé en 1420.
Brunelleschi est nommé superviseur (provveditore) de la coupole, mais témoignant du climat d'incertitude et la nervosité qui accompagne le travail, il est d'abord soutenu dans son rôle par Lorenzo Ghiberti et deux suppléants, Arrigo Giuliano et Giovanni di Gherardo da Prato, vice de Ghiberti, qui n'a pas épargné des critiques acerbes à sa direction. Le modeste salaire attribué aux quatre maîtres d'œuvre est de 3 florins par mois. L'entêtement de Brunelleschi et l'insuffisance de Ghiberti poussent bientôt à le pousser governatore capo du chantier du Duomo en 1423; le nouveau contrat prévoit pour lui un engagement exclusif jusqu'à la fin des travaux et une augmentation de salaire significative, passé à 100 florins par an, tandis que Ghiberti continue d'être payé les 3 florins préalablement convenus en 1433 pour ses conseils externe et irréguliers.
À partir de ce moment, Brunelleschi assume la responsabilité de la mise en œuvre du projet, vérifie personnellement les phases d'exécution matérielles progressives du travail, en prenant également en charge le transport des matériaux utilisés dans la construction et leur levée; Il réalise à ses frais, un bateau pour acheminer rapidement les briques et pierres des carrières et les machines pour les élever sur les échafaudages. Il organise les quarts de travail et les équipes de travailleurs, répartis en groupes de huit pour procéder uniformément sur tous les côtés, et organise un lieu où manger, déjeuner, pour éviter que les hommes perdent du temps à monter et à descendre. Brunelleschi est un surintendant prudent et consciencieux et bien que l'auteur de plusieurs autres bâtiments à Florence, son nom reste lié à la coupole, son chef-d'œuvre.

## Le danger des incendies
Alors que les monuments de style gothique et Renaissance prennent forme, beaucoup d'autres sont détruits par ce qui était à cette époque la plus fréquente des calamités, le feu, qui a éclaté et s'est fréquemment et propagés avec facilité en raison de la présence de nombreuses structures en bois, maisons seulement éclairées par des bougies et des lampes à huile. Les abonnés à ces corporations agissent alors de même que les pompiers, se précipitant sur les lieux ainsi que les consoli dell'Arte, mais réussissent à peine à endiguer la puissance dévastatrice du feu. Dino Compagni parle des pertes occasionnées en 1304 par les dirigeants du Parte Nera, qui utilisa la concoction mortelle connue sous le feu grégeois, pour détruire les maisons des Cavalcanti; L'incendie a éclaté en attaquant les autres maisons, et détruit de nombreux bâtiments et magasins dans la région entre le Vieux Marché (aujourd'hui Piazza della Repubblica) et le Ponte Vecchio, sous le regard impuissant florentin:

« arsono più che 1900 magioni: e niuno rimedio vi si poté fare [...]
arse tutto il midollo e tuorlo e cari luoghi della città di Firenze »

(Dino Compagni, Cronica)

## Saints  patrons
Les Quatre Saints couronnés : Claudio, Nicostrato, Sinfronio e Castorio, représentés par un même ensemble statuaire de Nanni di Banco dans une des niches (tabernacoli) de l'église d'Orsanmichele.

## Héraldique
Une hache en bande sur champ rouge.

## Membres illustres
- Andrea Orcagna

## Sources
- (it) Cet article est partiellement ou en totalité issu de l’article de Wikipédia en italien intitulé « Arte dei Maestri di Pietra e Legname » (voir la liste des auteurs).

- (it) Cet article est partiellement ou en totalité issu de l’article de Wikipédia en italien intitulé « Arte dei Maestri di Pietra e Legname » (voir la liste des auteurs).
- Fondazione di Firenze per l’Artigianato Artistico et les textes du Ier Salone dell’Arte e del Restauro, Fortezza da Basso, Florence (www.fondazioneartigianato.it)